# Machida
Machida (Japans: 町田市, Machida-shi) is een stad (shi) in de Japanse prefectuur Tokio. Eind 2010 had de stad circa 422.000 inwoners en een bevolkingsdichtheid van bijna 5.900 bewoners per km². Het totale gebied beslaat 71,63 km².
Naast uitgebreide woongebieden liggen er in Machida enkele heuvels en grote parken en een botanische tuin. De stad is een slaapstad voor mensen die in Centraal-Tokio werken.

## Geschiedenis
Op 1 februari 1958 werd Machida een stad (shi).

## Verkeer
Machida ligt aan de Yokohama-lijn van de East Japan Railway Company, aan de Odawara-lijn van de Odakyu Elektrische Spoorwegmaatschappij, aan de Den’entoshi-lijn van de Tokio Maatschappij, en aan de Sagamihara-lijn van de Keio Maatschappij.
Machida ligt aan de Tomei-autoweg, aan de nationale autowegen 16 en 246, en aan de prefecturale wegen 19, 57 en 140.

## Bezienswaardigheden
- Nozuta-park
- Dahlia tuin
- Hortus bonaticus
- Yakushi-Ike-park

## Geboren in Machida
- Satoshi Tajiri (1965), bedenker en maker van Pokémon
- Shuko Aoyama (1987), tennisspeelster

## Aangrenzende steden
- Hachioji
- Tama
- Yokohama
- Sagamihara
- Kawasaki
- Yamato